# Сицкий, Иван Васильевич
Князь Иван Васильевич Сицкий (ум. 1608) — рында, стольник, голова, воевода, наместник и боярин во времена правления Ивана IV Васильевича Грозного, Фёдора Ивановича и Бориса Годунова.
Из княжеского рода Сицкие. Сын князя Василия Андреевича Сицкого и Анны Романовны Захарьиной-Юрьевой. В разрядных книгах он иногда упоминается, как князь Сицкий-Ярославский. Насильственно пострижен в монахи с именем Сергий. Как отец и некоторые братья Иван Васильевич упоминается среди опричников.

## Биография
В сентябре 1568 года рында с рогатиной царевича в Новгородском походе, а оттуда против польского короля.
В 1577 году упоминается в списке стольников, которые «с государем». В этом же году рында с копьём царевича в походе на Лифляндию, откуда посылался осматривать новокрещённых в Юрьев, Ругодив, Новгород, вновь испомещённых татар московских городов.
В 1578 году у него был местнический спор с кравчим, впоследствии царем Борисом Фёдоровичем Годуновым. Царь Иван IV Грозный велел князю Сицкому стоять с ним в товарищах у своего государева стола в день Рождества, но князь Сицкий сказал, что ему невместно быть в товарищах с Борисом, и бил челом царю на старшего его брата Василия Фёдоровича Годунова в отечестве и счете, а Борис Фёдорович в свою очередь бил челом царю на Иванова отца, на боярина Василия Андреевича Сицкого. Тогда царь велел разобрать этот спор боярину князю Ивану Фёдоровичу Мстиславскому, боярину князю Ивану Юрьевичу Голицыну и дьяку Андрею Мясному, и по их суду и счету учинил Годунова многими местами больше боярина князя Василия Андреевича Сицкого и пожаловал ему правую грамоту. Данное местничество стало преддверием опалы Романовых и Сицких.
В 1579 году сперва рында с третьим сайдаком царевича в походе на Лифляндию, а после голова в Государевом полку в походе на Литву.
В 1580 году назван Нижегородским наместником. В этом же году, после того, как московские послы были высланы из Кракова, снова возникли переговоры у царя Ивана IV со Стефаном Баторием, но эти переговоры не привели ни к чему. Король польский назначил пять недель сроку для прибытия московских послов, и к нему были отправлены в июле первым послом князь Сицкий и Пивов, со свитой в 500 человек. Когда они в конце августа 1580 года прибыли в стан Батория под Великими Луками, он принял их в шатре надменно, сидел в шапке, когда они кланялись ему от царя, не хотел сказать им «учтивого слова». Послы требовали, чтобы он велел снять осаду с Великих Лук, но вместо ответа в ту же ночь Замойский стал осаждать крепость. Послы соглашались уступить Курляндию и 24 города в Ливонии, но Баторий хотел получить все области Ливонские, а также Великие Луки, Смоленск, Псков и Новгород. Тогда князь Сицкий и Пивов, объявив, что ничего более не могут уступить, потребовали отпуска или дозволения писать Ивану Грозному. Отпуска им не дали, а позволили отправить гонца к царю, что они и исполнили в тот же день. Вторично послы были представлены Баторию через три дня, а затем они должны были сопутствовать королю по театру военных действий: их возили в Невель, в Полоцк, в Крево, долго держали в селе Трябине, 30 января 1581 года привезли в Варшаву и только 19 февраля отпустили с ответом: «не будет ни посольства, ни мира, ни перемирия, доколе войско московское не очистит Ливонии».
В 1581 году на бракосочетании царя Ивана Грозного с Мариею Фёдоровной Нагого был в свадебном поезде.
В 1582 году послан в Тулу воеводой Большого полка, но вследствие челобитья воевод передового и сторожевого полков, Михаила Михайловича Салтыкова, Ефима Варфоломеевича Бутурлина и князя Михаила Васильевича Ноздроватого, что им невместно быть меньше князь Сицкий, царь послал на Тулу других воевод, а князя Сицкого назначил в апреле в Дедилов первым воеводой правой руки и указано ему идти в сход с украиными воеводами и быть первым воеводою в Большом полку, а сойдясь с береговыми воеводами быть воеводою Сторожевого полка, с июля второй воевода Передового полка в Калуге. В разрядном списке сказано: «как сойдутся по вестям украинские воеводы с тульскими воеводами, и тогда быть в передовом полку с Дедилова, а стоять на Калуге».
В 1583 году князь Сицкий — второй воевода правой руки в Новгороде, в связи со шведской угрозою.
В 1584 году был первым, на первой встрече при представлении Государю английского посла.
В 1585 году пожалован в бояре царем Фёдором Иоанновичем; присутствовал при приеме литовского посла.
В 1586 году упоминается, как наместник ржевский; при приеме грузинских послов весной этого года и в 1589 году он обедал в Золотой палате. В том же году был в Ливонском походе «у наряду», в ноябре назначен первым воеводою у наряда (артиллерии) в шведском походе.
В феврале 1587 года сидел пятым на Большой лавке при представлении Государю в Столовой палате литовского посла, в июле был за государевым столом с крымским царевичем. В этом же году назван Ржевским наместником, был вторым в ответе с польским послом и 12-м при представлении его боярам. Подписал грамоту к Польской Раде об избрании царя Фёдора Ивановича на польский престол.
В 1588 году присутствовал в Приказе Большого прихода и упомянут двенадцатым в ближней Боярской думе.
В 1589 году принимал грузинский послов, в ноябре присутствовал у Государя за столом с архиреями при представлении патриарха Иова. В этом же году назван Нижегородским наместником и был два раза вторым в ответе с немецкими послами.
В 1590 году назван Ржевским наместником, был вторым в ответе с персидскими послами, в октябре вёл переговоры с грузинскими, иверскими и немецкими послами. В этом же году участвовал в государевом походе в Новгород и под Ругодив против шведов.
В 1591 году разбирал местнический счет князя Юрия Никитича Трубецкого с боярином князем Андреем Ивановичем Ногтёвым-Суздальским. Был первенствующим при раздаче денежного жалованья по десятне Переяславля-Залесского В этом же году вёл переговоры с польскими и литовскими послами, обедал с ними за государевым столом.
В 1591 году назначен первым воеводой в Астрахань. Из царского наказа, данного ему при отправке туда, видно, что воеводство предшественника его, князя Троекурова, ознаменовалось многими беспорядками, которые необходимо было устранить. Этот наказ князю Сицкому живо рисует вотчинно-хозяйственные приемы тогдашнего московского правительства в его административных распорядках. После обычного приказания принять казну, хлеб и т. д., идет целый ряд наставлений относительно приема в Астрахани без задержки хлебных запасов, предназначавшихся к отправке на Терек для служилых людей и о немедленной их туда доставке; относительно правильного отпуска соли вверх по Волге и взимания за неё пошлины с весу, а также о надлежащем надсмотре за рыбаками, чтобы они не ловили рыбы больше чем сколько могут «остряпать и осолить и испродать», так как лишняя рыба валяется на песке, гниет и портит воздух. Кроме забот о хлебе, соли и рыбе, наказ предписывал князю Сицкому заняться постройкой каменной стены вокруг Астрахани, вследствие чего вменялось ему в обязанность обсудить что выгоднее, обжигать ли только новый известковый камень, или употреблять в дело и старую известь, обитую от кирпичей в ближних и дальних Сараях, в 80 в 100 верстах от Астрахани. Вопрос о пригодности старой извести был поднят еще при князе Троекурове, но вышло разногласие у воевод и у дьяка, а потому князю Сицкому велено самому досмотреть и решить как поступить. По своему положению вблизи от Каспийского моря Астрахань имела большое значение: служилые казаки ходили оттуда то против «ногайских людей Казыева улуса», то против «воровских казаков», то против «царского непослушника Шевкалского». Вследствие этого всем атаманам и казакам, оказавшим помощь, надо было выдать царское жалованье, а тем, которые будут на «Шевкалской службе» (то есть действовать против Шевкальского владетеля), дать на корм муки, круп и толокна. По дороге в Астрахань князь Сицкий должен был захватить в Нижнем Новгороде и в Казани приготовленные там струги, лодки и якоря и получить от воевод в Казани и в Свияжске по 1500 рублей на «городовое астраханское каменное дело», а в Нижнем Новгороде 1000 рублей все для той же «Шевкалской службы».
В августе, сентябре и декабре 1592 года обедал за столом у Государя.
В апреле 1596 года послан третьим воеводою в Алексин войск правой руки против крымцев, выигрывает местническое дело против М.М. Кривого и М.Г. Салтыкова.
В 1597 году князь Сицкий вместе с боярином князем Василием Ивановичем Шуйским разбирал местнический счет между Петром Никитичем Шереметевым и князем Фёдором Андреевичем Ноготковым. В том же году присутствовал в Большой Грановитой расписной палате при приеме Цесарского посла.
В 1598 году при походе царя Бориса Годунова в Серпухов Иван Васильевич был третьим воеводой правой руки, а князь Александр Андреевич Репнин третьим воеводой в передовом полку. Из этого возник любопытный местнический случай, в котором видно столкновение семейных и родовых интересов: в июле того же «года князь Ноготков бил челом вместо всех князей Оболенских, что князь Репнин был меньше князя Сицкого, не бил челом в отечестве, дружась с князем Сицким и угождая Фёдору Никитичу Романову, потому что Романов, князь Сицкий и князь Репнин между собою братья и великие друзья. А умышлял это Фёдор Романов для того, чтоб воровским не челобитьем князя Репнина поруха и укор учинились в отечестве от его рода Романовых и от других чужих родов всему их роду князей Оболенских. Государь бы их пожаловал, велел это их челобитье записать, чтоб всему их роду в отечестве порухи и укору не было от чужих родов. И государь князя Ноготкова пожаловал, велел челобитье в разряд записать, что князь Репнин был с князем Сицким по дружбе, и князь Репнин князю Сицкому виноват один, а роду его всем князьям Оболенским от этого порухи в отечестве нет никому».
Кроме того у князя Ивана Васильевича Сицкого были местнические счеты: с князем Иваном Васильевичем Великого Гагиным, Иваном Фёдоровичем Крюком Колычовым, Григорий Иванович Мещаниновым-Морозовым, Михаилом Глебовичем Салтыковым, Панкратием Яковлевичем Салтыковым и кн. Василием Васильевичем Тюфякиным.
В 1598 году, также был четвёртым, а по меньшей росписи первым воеводой войск правой руки в Алексине, откуда ему велено идти в Серпухов с дворянами и детьми боярскими, татарами и всякими ратными людьми для встречи крымских посланников, с которыми позже обедал ус Государя.
В 1599 году вновь послан первым воеводою в Астрахань и оставался там на воеводстве до 1601 года. В пользу этого предположения говорит написанный в 1651 году «Обряд, каковый наблюдаем был при возведении от Государей Российских в княжеское достоинство мурз Нагайской Орды»; в этом «Обряде» сказано, что в воеводство князя Сицкого при царе Борисе, когда садился на княжение в Ногайской орде Иштерек князь, «и береженье в те поры в Астрахани велено держать великое, и в городе и в остроге было людно и стройно, для всякого береженья».
В 1601 году Романовых постигла опала от царя Бориса Годунова. Пострадали и их родственники, в числе которых был и князь Иван Васильевич Сицкий. Он с женой и сыном Василием были привезены из Астрахани в Москву скованными. Сам князь Сицкий был лишен боярства и пострижен в монашество с именем Сергия в Кожеозерском монастыре, основанным преподобным Серапионом около 1565 года и находившемся в Каргопольском уезде. Жена его, Евфимия Никитична, пострижена с именем Евдокии в пустыне Сунского Острога на Белом Озере, где и умерла 8 апреля 1602 года. Сам Иван Васильевич умер в 1608 году.
О вотчинах Ивана Васильевича Сицкого известно, что в 1585/1586 году он владел сельцом Стрелковым с 1 деревней и 6 пустошами, а также 306 четвертями середней земли в шеренском стане Московского уезда (бывшая вотчина П. Ильина).
С именем князя Ивана Васильевича Сицкого связан очень интересный факт крестьянского землевладения конца XVI века, то есть того времени, которое предшествовало закрепощению крестьян. Судя по писцовой книге Московского уезда (1585—1586 годы), первое место среди оброчных владельцев, и по числу и по количеству арендуемой земли занимали крестьяне, в одиночку и товариществами. Из одиночных владельцев выдавался крестьянин князя Ивана Васильевича Сицкого, Ермолка, державший 12 пустошей с 449 четями.

## Брак и дети
Жена: Евфимия Никитична Романова (умерла 8 апреля 1602), дочь его дяди боярина Никиты Романовича Захарьина-Юрьева, в иночестве Евдокия, сестра патриарха Филарета Никитича.
Дети:
- Василий (ум. 1608)
- Дочь; муж: N Траханиотов.

## Критика
А.Б. Лобанов-Ростовский в Российской родословной книге показывает князя Ивана Васильевича сыном князя Василия Андреевича и Е.Н. Романовой.
В родословной книге М.Г. Спиридов показывает его сыном князя Василия Ивановича, упомянутого в 1551 году рындой с рогатиной в шведском походе.
В родословной книге из собрания М.А. Оболенского, у князя Василия Андреевича показаны только два сына Юрий Косой и Василий, а князя Ивана Васильевича — нет.